# ブルジョワ劇
ブルジョワ劇（英語：Bourgeois Tragedy ブルジョワ悲劇、ドイツ語：Bürgerliches Trauerspiel）は、18世紀のヨーロッパで発達した悲劇の一種のこと。ブルジョワ劇は啓蒙時代・ブルジョワジーの発生・その理想の成果で、主人公が普通の市民であるという事実がそれを特徴づけている。

## 古典悲劇の英雄
古典ならびに新古典の理論家たちは、普通の人々は常に喜劇の対象で、悲劇の主人公は常に貴族階級の人間でなければならないと主張した。アリストテレスは『詩学』の中でこの原理をはっきりと述べ、劇・詩に関する後世の古典期の著作がそれに続き、ドイツのマルティン・オーピッツをはじめとした16世紀（と17世紀）の評論家たちによって、上流階級の成員だけが劇として再現するに値する深刻な被害を受けることができると法則化した。それに則って、アンドレアス・グリューフィウスの『暗殺された王 またはカロルス・ストゥアルドゥス』ではチャールズ1世、ジャン・ラシーヌの『フェードル』ではテーセウスの妻パイドラ、ウィリアム・シェイクスピアの『リア王』ではレイアなど、王族や貴族たちが悲劇の主人公に選ばれた。

## イングランドとフランスのブルジョワ劇
17世紀、イングランドで中流階級の主人公による悲劇（家庭悲劇）が作られていた。しかし、イングランドで最初のブルジョワ劇と言えるのは、1731年初演のジョージ・リロ（George Lillo）『ロンドンの商人（The London Merchant; or, the History of George Barnwell）』である。
一方、フランスで最初のブルジョワ劇はポール・ランドワの『シルヴィ（Sylvie）』（1755年）で、少し遅れて、ドゥニ・ディドロの2本の劇、『私生児（Le fils naturel）』（1575年初演）と『一家の父（Le père de famille）』（1576年）がそれに続いた。
これらの劇は厳密には悲劇とは言えないものの、ブルジョワジーの生活の重厚な描き方は当時の喜劇からすると型破りで、より純粋な悲劇作品のための手本となった。

## ドイツの市民悲劇
ドイツでは、この新しいジャンルは「市民悲劇」と呼ばれ、とくに成功した。一般に、最初のドイツ市民悲劇はゴットホルト・エフライム・レッシングの『ミス・サラ・サンプソン』（1755年初演）と言われるが、クリスティアン・レーベレフト・マルティーニの『Rhynsolt und Sapphira』の方が僅かに早い。レッシングの『エミーリア・ガロッティ（Emilia Galotti）』（1771年）も市民悲劇の古典的例である。さらにレッシングは著書『ハンブルク演劇論（Hamburgische Dramaturgie）』の中で、古い法則を無視したことを理論的に正当化した。ドイツ市民悲劇には他に、ヤーコプ・ミヒャエル・ラインホルト・レンツの『軍人たち（Die Soldaten）』（1776年）、フリードリヒ・フォン・シラーの『たくらみと恋（Kabale und Liebe）』（1784年）がある。

## ブルジョワ劇の一般的特徴
ブルジョワ劇は、その主人公たちが属するブルジョワ階級の価値を普及させる傾向がある。その理想は、国家的な事件を考えず、自分個人や家族の生活に関心を向ける良い市民である。ブルジョワ劇の中では、美徳・人間愛・個性・本当の気持ちといった価値が大切にされていた。